# Vlčí
Vlčí (německy Wölfling) je obec v okrese Plzeň-jih v Plzeňském kraji. Žije zde 76 obyvatel.

## Historie
První písemná zmínka o obci pochází z roku 1355.

## Obyvatelstvo
| Rok            | 1869 | 1880 | 1890 | 1900 | 1910 | 1921 | 1930 | 1950 | 1961 | 1970 | 1980 | 1991 | 2001 | 2011 | 2021 |
| -------------- | ---- | ---- | ---- | ---- | ---- | ---- | ---- | ---- | ---- | ---- | ---- | ---- | ---- | ---- | ---- |
| Počet obyvatel | 317  | 323  | 288  | 243  | 269  | 282  | 267  | 151  | 170  | 135  | 118  | 86   | 63   | 69   | 73   |
| Počet domů     | 50   | 52   | 53   | 55   | 52   | 50   | 50   | 45   | 42   | 41   | 40   | 46   | 46   | 50   | 48   |

## Obecní správa
Mezi lety 1869–1975 Vlčí bylo obcí v okrese Přeštice (1869–1960) a později v okrese Plzeň-jih. Od 1. ledna 1976 do 31. srpna 1990 patřilo jako část obce ke Kbelu a od 1. září 1990 je opět samostatnou obcí.

## Pamětihodnosti
- Mohylník Borky, archeologické naleziště

## Galerie

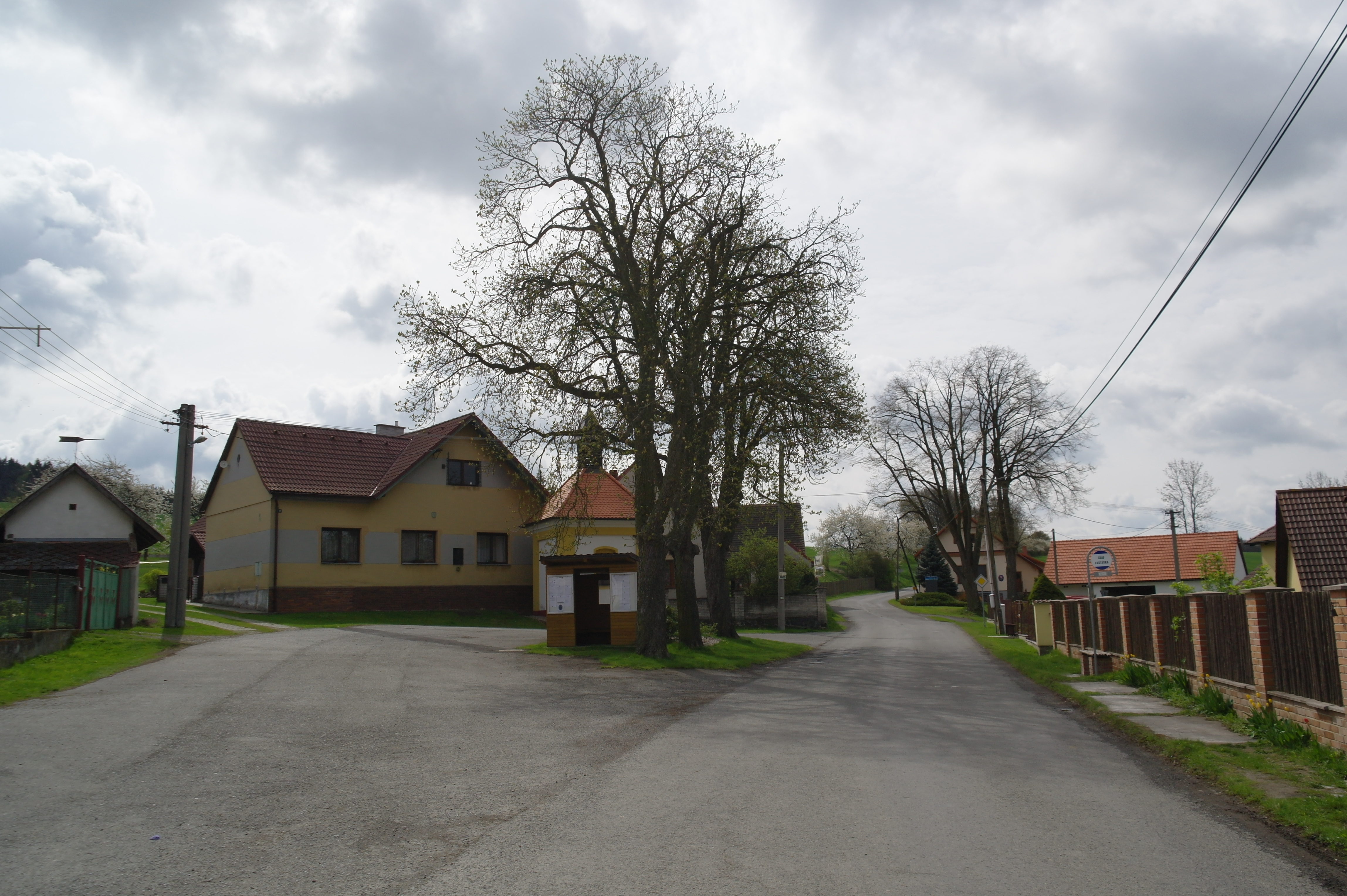
Náves s kaplí
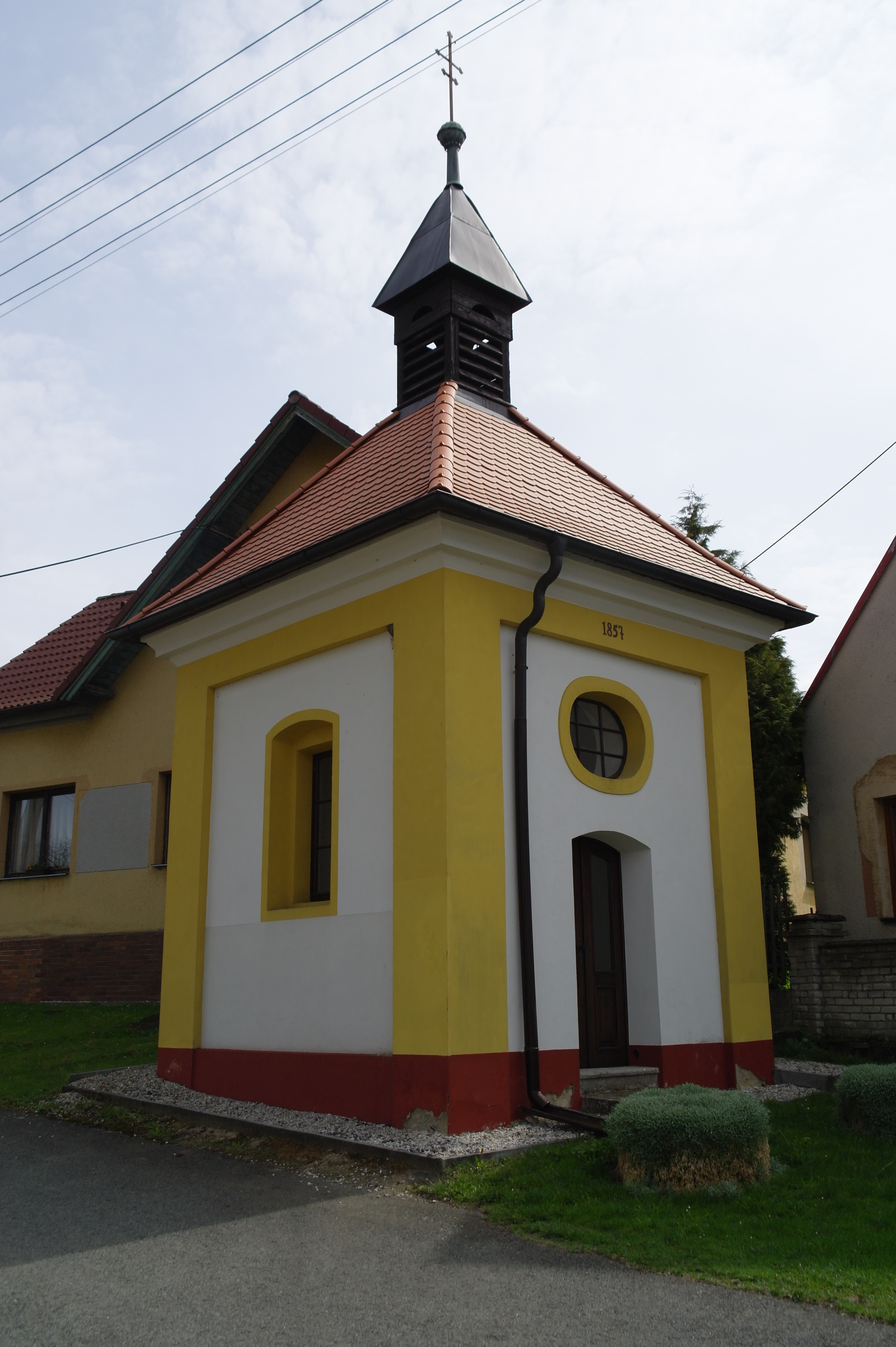
Kaple
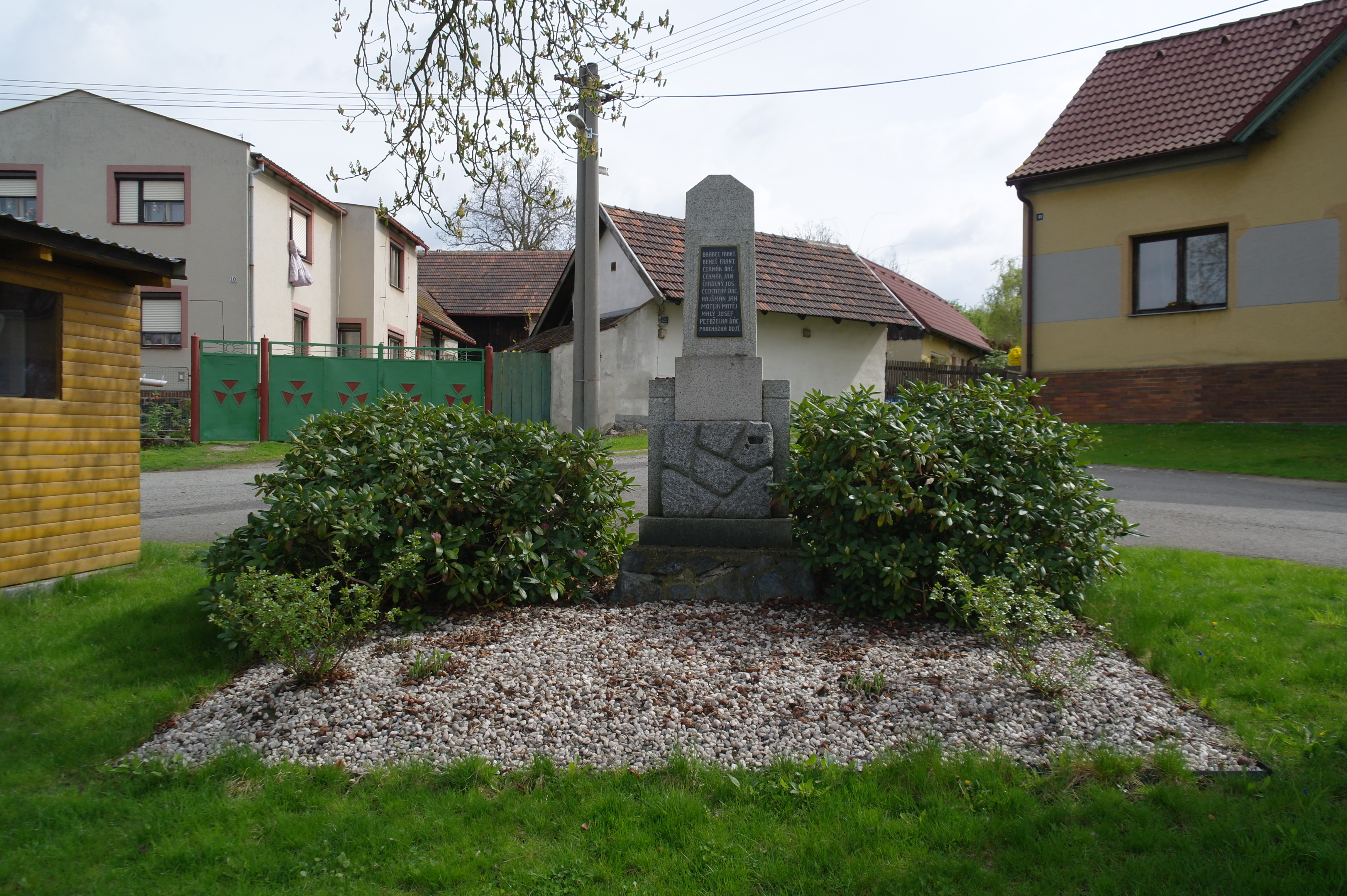
Pomník padlým